# Haplocyclops gudrunae
Haplocyclops gudrunae – gatunek widłonoga z rodziny Cyclopidae. Występuje na Madagaskarze.
Gatunek ten jako pierwszy opisał w 1952 roku niemiecki zoolog Friedrich Kiefer na podstawie pojedynczego okazu – dorosłej samicy. Kiefer wyznaczył ten takson gatunkiem typowym nowego rodzaju Haplocyclops.